# AR Большого Пса
AR Большого Пса (лат. AR Canis Majoris) — двойная затменная переменная звезда типа Алголя (EA) в созвездии Большого Пса на расстоянии приблизительно 3559 световых лет (около 1091 парсека) от Солнца. Видимая звёздная величина звезды — от +11,7m до +10,87m. Орбитальный период — около 2,3322 суток.